# Маннер Кулерво
Кулерво Ахіллес Маннер (фін. вимова: [ˈkulːerʋo ˈmɑnːer], рос. Куллерво Густавович Маннер, Куллерво Густавович Маннер ; 12 жовтня 1880 — 15 січня 1939) — фінський політик і журналіст, згодом радянський політик. Член фінського парламенту, а в 1917 році став його спікером. Також був головою Соціал-демократичної партії Фінляндії між 1917 і 1918 роками. Під час громадянської війни у Фінляндії очолював Фінську народну делегацію, ліву альтернативу встановленому фінському уряду. Після війни він втік до Радянського Союзу, де став співзасновником Комуністичної партії Фінляндії. Кажуть, якби Червона гвардія виграла громадянську війну, Маннер міг би піднятися до посади «вождя Червоної Фінляндії ».   

## Раннє життя
Маннер народився в Кокемякі, як син міністра. Його батько Густав Маннер працював у різних парафіях, зокрема в Лаппі та Вампулі. Матір'ю Куллерво була Альма Лімон, дочка пастора Йоганнеса Лімона.   Після закінчення середньої школи в 1900 році Маннер працював журналістом у Порвоо, а потім у Гельсінкі. У 1906 році він заснував газету під назвою Työläinen ( '   ) у Порвоо, головним редактором якої він був до 1909 року;  стаття, опублікована в газеті в 1909 році, принесла йому наступного року, вже як члену парламенту, шестимісячне ув'язнення за lèse majesté (менший злочин, подібний до державної зради) проти Миколи II у 1911 році.  Він був обраний до фінського парламенту як соціал-демократ від Уусімаа в 1910 і 1917 роках. У 1917 році він був призначений спікером парламенту. Брат Маннера Арво Манер був губернатором провінцій Війпурі та Кімі з 1920-х до 1950-х років. 
Маннер одружився з Ольгою Ар'янне (Сегер до 1906 р.) 26 жовтня 1908 р. у місцевому реєстрі Порвоо. З 1906 р. вони одночасно працювали в редакції Тюолайнена і жили в будинку, де розташовувалася редакція. 

## Громадянська війна
28 січня 1918 року, під час громадянської війни у Фінляндії, Маннер був призначений головою Народної делегації Фінляндії. 10 квітня 1918 року Меннер був призначений головнокомандувачем Червоної гвардії, а також главою недовгочасного уряду Народної депутації. Йому були надані диктаторські повноваження.  У той час червоногвардійці на чолі з Маннером кілька місяців правили в Гельсінкі та інших південних містах , тоді як білогі гвардії на чолі з генералом Маннергеймом і Сенатом контролювали північну Фінляндію. 

## В СРСР

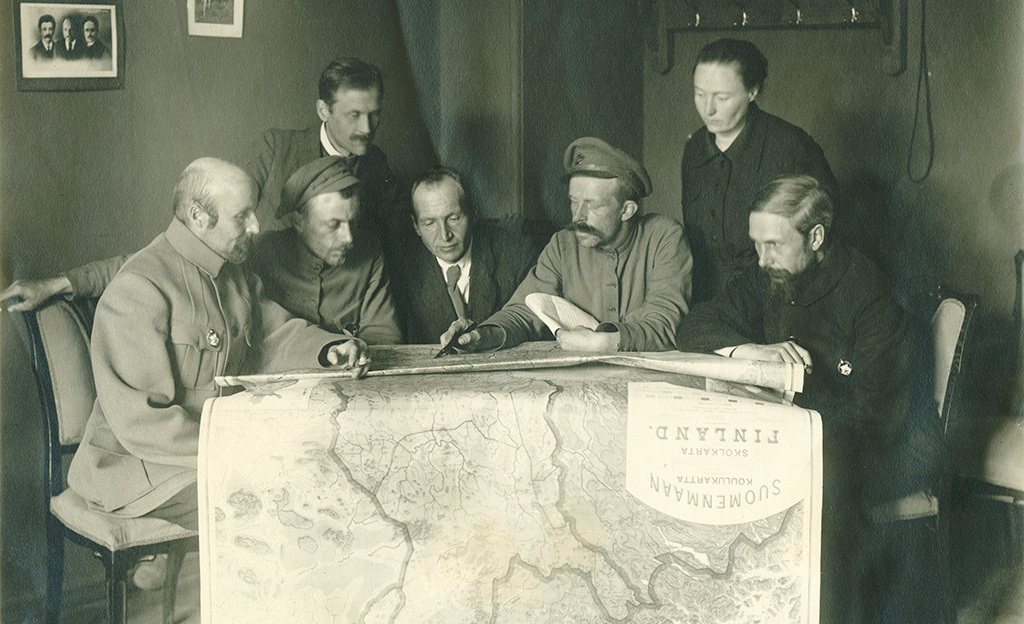
Центральний комітет Комуністичної партії Фінляндії (SKP) у вигнанні в Москві, 1920 рік.

Після громадянської війни Маннер втік до Радянської Росії, де став другим головою Комуністичної партії Фінляндії після Йрьо Сіроли. Він також став чиновником Комінтерну. У 1930-х роках Маннер і його дружина Ханна Мальм потрапили в немилість Отто Вілле Куусінена. У травні 1934 року Маннер був звільнений з більшості своїх обов'язків. Він продовжував працювати доповідачем Комінтерну у справах Латинської Америки до липня 1935 року.

### Ув'язнення і смерть
У 1935 році Маннер був заарештований і засуджений до десяти років каторжних робіт. Маннер був доставлений у виправно-трудовий табір ГУЛАГ в Ухті - Печорі в Республіці Комі, де він помер 15 січня 1939 року. Офіційною причиною смерті назвали туберкульоз. За словами професора історії Олександра Попова, справжньою причиною смерті могла бути променева хвороба, яку міг отримати Меннер, оскільки він працював з водою, що містить радій. 